# لیلا میشرا
لیلا میشرا (هندی: लीला मिश्रा؛ ۱۹۰۸ – ۱۷ ژانویه ۱۹۸۸ ) یک هنرپیشه اهل هند بود. او ۵ دهه فعالیت هنری خود در بیش از ۲۰۰ فیلم حضور یافت.
او در فیلم آسیب بازی کرده‌است.

## فیلم‌شناسی
فهرست برخی از فیلم‌هایی که لیلا میشرا در آن‌ها به ایفای نقش پرداخته‌است:
- آسیب
- آه
- هدیه
- اختلاس
- چشم بد دور
- بی‌گناه
- لاجوانتی
- ماجلی دیدی
- روزهای آخر
- عشق زور ندارد
- او گفت
- ازدواج
- پادشاه خیابان
- محبوبه
- دنیا شروع به رقص می‌کند
- عطر
- رویاهای من و تو
- سلام خانم
- گاما
- لکه‌دار
- عروس کودک
- ضمن همین صحبت
- رهبر
- مال خودم
- آن‌سوی رودخانه
- قایق
- بی‌دین
- پریچی
- کمی بی‌وفایی
- ویرانه
- رو در رو
- دامان
- تنها نرو
- نامه‌ها
- ساعت گرانبها
- کبوتر بزرگ
- باهو بیگم
- مژه‌های خیس
- بخشنده
- ندای زمین